# Бунъякет, Тави
Тави Бунъякет (тайск. ทวี บุณยเกตุ; 10 ноября 1904, Кантанг, Королевство Сиам — 3 ноября 1971, Бангкок, Таиланд) — тайский государственный деятель, премьер-министр Таиланда (1945).

## Биография
После окончания Королевского колледжа Кембриджского университета (1928) и Западного католического университета г. Анже (Франция), начал работать чиновником в тайском Министерстве сельского хозяйства.
После возвращения в Таиланд поступил на государственную службу в министерство сельского хозяйства. 
24 июня 1932 года примкнул к участникам переворота 1932 года, занимал должности генерального секретаря кабинета министров (1939—1943) в первом кабинете Пибунсонграма и министра просвещения (1944—1945) в кабинете Кхуанга Апхайвонга. 
Был одним из ключевых лидеров движения «Свободный Таиланд». После выгруженной отставки Апхайвонга в августе 1945 года был назначен премьер-министром и сформировал 12-е правительство Таиланда. Одновременно занимал должности министра иностранных дел, сельского хозяйства и здравоохранения. Однако он оказался лишь временной кандидатурой и 17 сентября 1945 года ушёл в отставку, уступив должность премьер-министра Сени Прамоту. Несмотря на краткосрочность пребывания в должности сумел начать успешные переговоры с Великобританией, требовавшей репараций, таких как бесплатные поставки большого количества риса, вследствие прояпонской позиции Таиланда в годы Второй мировой войны.
В 1945—1946 годах являлся министром внутренних дел. С марта по август 1946 года — министр сельского хозяйства Таиланда. После возвращения к власти Пибунсонгкрама в 1948 году был вынужден отправиться в эмиграцию в Малайзию и вернулся на родину только после его смещения в 1958 году. Был включен в состав исполнительного комитета Национального совета экономического развития.
В 1959 году был избран вице-президентом Учредительного собрания. Занимал должность председателя редакционного комитета Конституции во время правительства фельдмаршала Сарита Танарата. После ее принятие становится президентом Конституционного собрания. Однако через два года Конституция была отменена и он потерял свой пост.